# Роллер, Михаил
Михаил Роллер (рум. Mihail Roller; 6 мая 1908, Бухарест ‒ 21 июня 1958, там же),
— румынский историк, политик, революционер, академик Румынской академии. Депутат Великого национального собрания Румынии. Лауреат Государственной премии Румынской Народной Республики.

## Биография
Еврейского происхождения. Окончил Московский государственный университет и Берлинский технический университет.
Член Румынской коммунистической партии (РКП) с 1926 года. Сотрудничал с коммунистическими изданиями. Неоднократно арестовывался за революционную деятельность. В 1948‒1955 годах — директор Института истории Румынской академии. В 1955‒1958 годах — заместитель директора Института истории партии при ЦК румынской компартии.
Под его редакцией был выпущен первый марксистский учебник по истории Румынии, ряд изданий документов, посвящённых Революции 1848‒1849 г., истории рабочего движения, крестьянским восстаниям в Румынии 1888 и 1907 годах.
Исследовал вопросы истории рабочего и социалистического движения и РКП.